# わかしお銀行
株式会社わかしお銀行（わかしおぎんこう、英: The Wakashio Bank, Ltd.）は、かつて存在した三井住友フィナンシャルグループ（SMFG）傘下の第二地方銀行。
現在の三井住友銀行（2代目法人）の法人格上の前身であり、2003年に三井住友銀行（初代法人）を吸収合併（逆さ合併）した。したがって、「わかしお銀行」の屋号で営業している店舗は現存しないが、法人としては現在も存続していることになる（詳細は後述）。

## 設立の背景
さくら銀行、富士銀行、東海銀行、三和銀行などからによる2度にわたる支援を受けたものの、バブル崩壊とその後の地価下落によって不良債権処理が進捗せず、1996年3月、太平洋銀行は経営破綻した。同年3月29日に発表された4行声明に基づき、太平洋銀行を救済するための具体案の検討が開始されるが、受皿銀行の設立に関しては、さくら銀行から公正取引委員会に対する事前相談の席で、4行出資によって受皿銀行を設立することに関しては「一定分野における競争を実質的に制限することとなるおそれがある旨の指摘」があった。こうしたことから同年6月6日、さくら銀行が資本金の全額である400億円を出資しわかしお銀行を設立。さらに富士銀行、東海銀行、三和銀行の各行はわかしお銀行に総額933億円の劣後ローンを供与した。このほか、預金保険機構から1,170億円もの金銭贈与を受けた。
同年9月17日、わかしお銀行が営業を開始。中小企業を中心に営業を展開し、頭取にはさくら銀行の常務経験者が就任したほか、支援三行や日本銀行も役員を派遣した。また同年10月には、さくら銀行が金融法人部内にわかしお室を設置した。2001年4月1日にさくら銀行が住友銀行と合併したため、三井住友銀行の完全子会社となった。
金融機関コードは第一相互銀行→太平洋銀行と同じ0524を使用していた。なお、本店旧館の建物は関東大震災時の震災復興建築として知られている。

## 三井住友銀行との「逆さ合併」
親会社だった三井住友銀行は、前身銀行も含めれば3度に渡る存亡の危機を何とか乗り切って営業を続けていたが、バブル崩壊後の不況で保有する株式等の有価証券の価格が下落して含み損（約8,000億円）を抱えていた。そこで、子会社のわかしお銀行を存続会社とし三井住友銀行を消滅させる合併で、三井住友銀行が保有していた不動産などの財産の含み益（約2兆円）を帳簿上現実化させて、有価証券の含み損を一掃し経営の健全化を図ることとした。
合併に際し、三井住友銀行を存続会社とした場合、有価証券の時価での再評価となってしまい、銀行の営業に必要な自己資本比率が基準を下回ってしまい、準国有化される恐れがあった。しかし、わかしお銀行を存続会社とした合併の場合、当時は合併差益として消滅会社側となる三井住友銀行の財産については簿価ではなく再評価して時価で存続財産の資産に計上することができた。
法人格で見れば、第二地方銀行が都市銀行を吸収合併したことになる。またこれにより、戦前の住友財閥以来の伝統を誇る旧住友銀行の法人格が消滅した。この手法は、三井住友銀行がプライドを捨ててがむしゃらに再建をしようとしているとして、関係者から驚かれた。このように、小さな会社を存続会社とする合併を「逆さ合併」という。なお、直後に「逆さ合併」の場合のみ消滅会社となる規模の大きい会社の財産は時価ではなく簿価での評価とすることが義務付けられたため、以降の銀行合併で同様の手法を使うことはできなくなった。
なお、合併直前に三井住友銀行（初代）は、保有していたわかしお銀行の全株式を三井住友フィナンシャルグループ（SMFG）に譲渡している。このため合併の時点では、わかしお銀行と三井住友銀行（初代）は、ともにSMFGの完全子会社だった。これによって両行が資本関係上対等な立場になり、2003年3月17日、わかしお銀行が三井住友銀行（初代）を吸収合併した。合併後、三井住友銀行はわかしお銀行の営業及び業務管理部門を引き継ぐことを目的にコミュニティバンキング本部を設置。同部の下にコミュニティ統括部、コミュニティ人事部などの6部を置いた。

### 類似例
この逆さ合併に類似したケースに、旧弘前相互銀行が普通銀行への転換のために、自らより規模の小さい地方銀行の青和銀行を存続行として合併して発足したみちのく銀行や2000年4月1日に近畿銀行と合併した大阪銀行（後の近畿大阪銀行、現・関西みらい銀行）などが挙げられる。

## 沿革
- 1996年
  - 6月6日 - 同年3月に経営破綻した太平洋銀行の支援をしていたさくら銀行が、受け皿会社として子会社、わかしお銀行を設立。
  - 9月 - 太平洋銀行から営業譲渡され、わかしお銀行が営業開始。
- 2001年4月1日 - 親会社のさくら銀行が住友銀行と合併。三井住友銀行（初代法人）の子会社となる。
- 2003年
  - 1月 - 三井住友フィナンシャルグループの完全子会社となる。
  - 3月17日 - 三井住友銀行（初代法人）を合併し、株式会社三井住友銀行（2代目法人）に商号変更。同時に都市銀行となる。